# Asterocalyx
Asterocalyx é um género de fungo da família Sclerotiniaceae.

## Espécies
- Asterocalyx mirabilis Höhn. 1912
- Asterocalyx ecuadorenis S.E. Carp. & Dumont 1978